# Palcaraju
Der Nevado Palcaraju liegt in den peruanischen Anden in der Cordillera Blanca. Der Berg besitzt neben dem 6274 Meter hohen Hauptgipfel Palcaraju Centro folgende Gipfel:
- Palcaraju Este (6180 m)
- Palcaraju Oeste (6110 m)
- Palcaraju Sur (5900 m)

1939 gelang einer Expedition die Erstbesteigung.
Der Palcaraju gehört zum Massiv der Chinchey-Gruppe und der nächstgelegene 6000er-Gipfel ist der Nevado Chinchey (6222 m), 5 km in ostsüdöstlicher Richtung.
Die nächstgelegene Stadt ist Huaraz, 25 km in südwestlicher Richtung im Callejón de Huaylas gelegen.